# باولا كوغلين
باولا كوغلين (بالإنجليزية: Paula Coughlin)‏ هي ضابطة أمريكية، ولدت في 1962.

## وصلات خارجية
- باولا كوغلين على موقع الموسوعة البريطانية (الإنجليزية)